# Museum of Modern Art
Museum of Modern Art (MoMA) – muzeum sztuki nowoczesnej mieszczące się w dzielnicy Midtown w okręgu Manhattan w Nowym Jorku (przy 53rd Street, pomiędzy Fifth Avenue a Sixth Avenue). Ekspozycje prac ze zbiorów Muzeum oraz wystawy czasowe (indywidualne i tematyczne) prezentują malarstwo, rysunek, grafikę, rzeźbę, fotografię, film, video, instalacje, nowe media.
Biblioteka MoMA zawiera ponad trzystutysięczny katalog książek dotyczących przede wszystkim historii sztuki nowoczesnej.

## Historia
Pomysłodawczynią stworzenia muzeum gromadzącego sztukę nowoczesną i współczesną była w 1928 roku Abby Aldrich Rockefeller (żona Johna D. Rockefellera Jr.). Wraz z dwiema przyjaciółkami, Lillie P. Bliss i Mary Quinn Sullivan (znanymi jako „Panie”, „śmiałe panie” i „nieugięte panie”), wydzierżawiła powierzchnię na nowe muzeum; publiczne otwarcie odbyło się 7 listopada 1929 roku, dziewięć dni po wybuchu Wielkiego Kryzysu na Wall Street. W 1958 roku w budynku wybuchł pożar, w którym zginęła jedna osoba, a zniszczeniu uległ jeden z obrazów Claude Moneta.

## Wybrane prace z kolekcji MoMA[4][5]
- Śpiąca Cyganka – Henri Rousseau
- Gwiaździsta noc – Vincent van Gogh
- Panny z Awinionu – Pablo Picasso
- Trwałość pamięci – Salvador Dali
- Benzyna – Edward Hopper

## Działy muzealne[4]
- Architektura i wzornictwo
- Rysunek
- Film
- Media
- Malarstwo i rzeźba
- Fotografia
- Grafika i ilustrowane książki